# Международная конвенция о гражданской ответственности за ущерб от загрязнения нефтью
Международная конвенция о гражданской ответственности за ущерб от загрязнения нефтью  (англ. International Convention on Civil Liability for Oil Pollution Damage (CLC)) —- конвенция, предусматривающая гражданскую ответственность зарегистрированного собственника судна за загрязнение и направленная на обеспечение надлежащей компенсации ущерба, причиненного загрязнением моря из танкеров, перевозящих нефть.
Конвенция возлагает ответственность за такой ущерб на собственника судна. За некоторыми исключениями, ответственность собственника является объективной; на него возлагается бремя доказывания того, что эти исключения на него распространяются. Однако, если только разлив или утечка нефти не произошли по умыслу или халатности собственника судна, последний согласно Конвенции имеет право ограничить свою ответственность в отношении каждого отдельного инцидента.

## История
Международная конвенция о гражданской ответственности за ущерб от загрязнения нефтью была подготовлена в рамках Международной морской организации и подписана в 1969 году. Конвенция вступила в силу в 1975 году. Протоколами 1976 года и 1984 года в неё были внесены изменения, а в 1992 году был принят Протокол, пересматривающий и заменяющий Конвенцию 1969 года. Пересмотренная Протоколом 1992 года Конвенция вступила в силу в 1996 году. В 2000 году в пересмотренную Конвенцию были внесены поправки, увеличивающие предел ответственности до уровня, действующего в настоящее время. Эти поправки вступили в силу в 2003 году.
По состоянию на февраль 2012 года участниками Конвенции о гражданской ответственности за ущерб от загрязнения нефтью 1992 года являются 130 государств.

## Основные положения
Конвенция распространяется на все коммерческие суда и не применяется к военным кораблям и государственным некоммерческим судам. Все груженые танкеры, перевозящие наливом более 2000 тонн нефти, обязаны иметь соответствующее страхование возможного ущерба, причиненного утечкой или сбросом нефти, или предоставить иное финансовое обеспечение (ст. 7 Конвенции). Разливы с танкеров в балласте или разливы бункерного топлива также охватываются Конвенцией 1992 года. Страхование или иное финансовое обеспечение гражданской ответственности судовладельца за ущерб от загрязнения нефтью подтверждается соответствующим свидетельством, выдаваемым компетентными властями государства флага.
Конвенция распространяется на инциденты, причинившие ущерб на территории государства-участника Конвенции, включая территориальное море, а также в его исключительной экономической зоне. Согласно Конвенции собственник судна отвечает за любой ущерб, причиненный принадлежащим ему судном, однако вправе ограничить свою ответственность в отношении любого одного инцидента установленной суммой (ст. 6 Конвенции). Конвенция в редакции 2000 года предусматривает следующие пределы гражданской ответственности судовладельца:
- Для судна валовой вместимостью не более 5000 тонн — 4,51 млн. SDR (Special Drawing Rights (специальных прав заимствования) — единица расчетов, применяемая Международным валютным фондом);
- Для судна валовой вместимостью от 5000 тонн до 140000 тонн — 4,51 млн. SDR плюс 631 SDR за каждую тонну сверх 5000;
- Для судна валовой вместимостью сверх 140000 тонн — 89,77 млн. SDR[4].

Собственник судна не вправе ограничивать свою ответственность указанными пределами, если ущерб от загрязнения являлся результатом его действия или бездействия с намерением причинить ущерб, или по самонадеянности при понимании возможных последствий, а также если собственником не создан фонд на общую сумму, равную пределу его ответственности (пп. 2 и 3 ст.6 Конвенции).